# دامان (الهند)
دامان Daman (/ dəˈmɑːn /) (البرتغالية: Damão) هي عاصمة إقليم الاتحاد الهندي دادرا وناغار هافيلي ودامان وديو. هو مجلس بلدي يقع في منطقة ضمان التابعة لإقليم الاتحاد.
نهر دامان جانجا يقسم دامان إلى قسمين - ناني دامان (ناني يعني "صغير") وموتي دامان (موتي يعني "كبير"). على الرغم من اسمها ، فإن ناني دامان هي الأكبر من جزأين، في حين أن المدينة القديمة تقع بشكل رئيسي في موتي دامان. يضم هذا معظم الكيانات المهمة مثل المستشفيات الكبرى ومحلات السوبر ماركت والمناطق السكنية الكبرى. فابي، جوجارات هي أقرب مدينة إلى دامان.